# Isopeda leishmanni
Isopeda leishmanni är en spindelart som beskrevs av Henry Roughton Hogg 1903. Isopeda leishmanni ingår i släktet Isopeda och familjen jättekrabbspindlar. Utöver nominatformen finns också underarten I. l. hoggi.